# Emílie Bártová
Emílie Bártová, rozená Kalivodová, (16. září 1837 Habry u Havlíčkova Brodu – 31. března 1890 Praha) byla česká spolková činovnice, sufražetka a feministka, spoluzakladatelka ženských spolků Minerva a Ženský výrobní spolek, a později též předsedkyně Ženského výrobního spolku. Spolupracovala s předními osobnostmi českého ženského emancipačního hnutí, jako například Karolína Světlá či Sofie Podlipská.

## Život

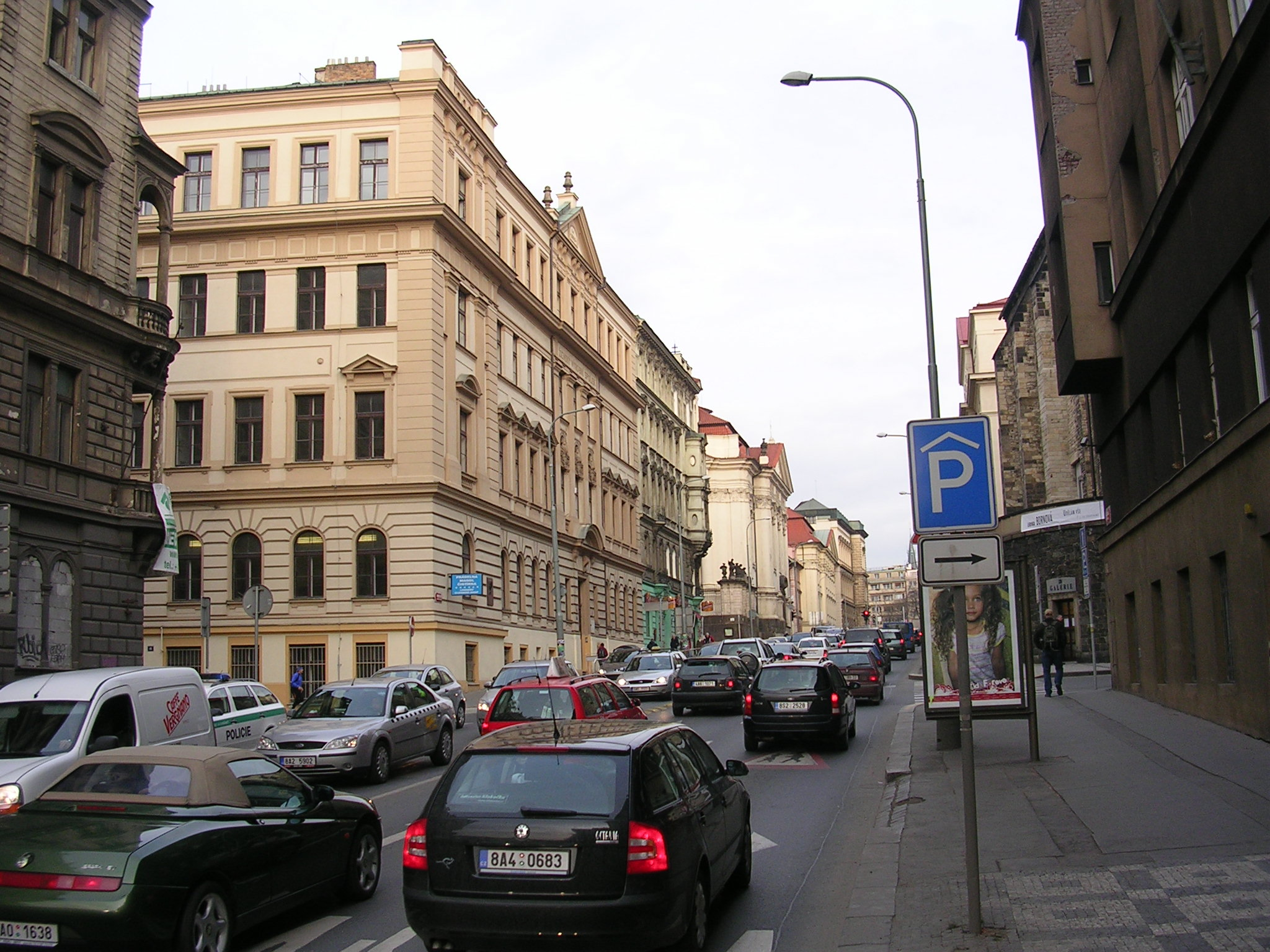
Nová nárožní budova Ženského výrobního spolku českého z roku 1896, Resslova 5, Praha

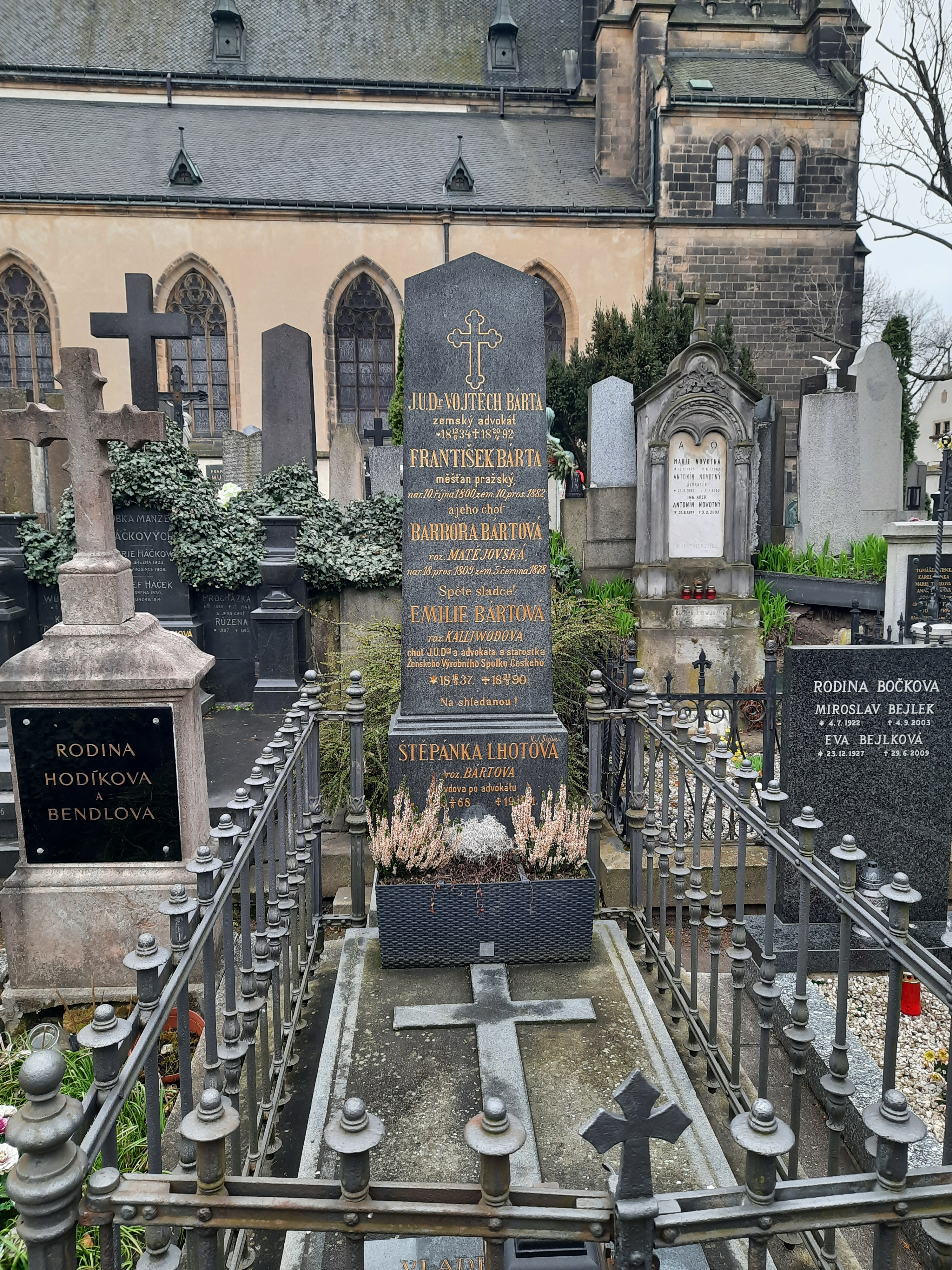
Hrobka rodiny Bártovy na Vyšehradském hřbitově

### Mládí
Narodila se v malém městě Habry u Německého Brodu (pozdějšího Havlíčkova) do rodiny penzionovaného panského úředníka Antonína Kalivody a jeho ženy Karoliny, rozené Knappové. Provdala se za majetného advokáta JUDr. Vojtěcha Bártu (1838–1892), jehož bratr Ferdinand byl majitelem závodu Barta a Tichý, první továrny na výrobu portlandského cementu v Čechách. Manželé žili v Praze. Emílie Bártová se zde následně začala zapojovat do české spolkové činnosti: stala se členkou ženského spolku Americký klub dam založeného Karolínou Světlou s dopomocí Vojty Náprstka. Navázala spolupráci se Světlou a také spisovatelkou Sofií Podlipskou, se kterými se angažovala zejména v podpoře vzdělávání žen. Spolu se Světlou byla Bártová zakládající členkou dívčího gymnázia Minerva, dále byla členkou spolku Vlasta či protektorkou spolku Vítězslav. Ve prospěch těchto organizací věnovali manželé Bártovi také řadu finančních darů.

### Ženský výrobní spolek český
Roku 1871 se Bártová podílela spolu s Karolínou Světlou či Věnceslavou Lužickou na vzniku tzv. Ženského výrobního spolku českého. Ten si dal za cíl zaopatřit zejména, také válečné, vdovy a matky samoživitelky, které po ztrátě manžela nebyly schopny zajistit sobě, případně rodině, obživu a často tak upadaly do chudoby. Z gesce spolku byla tedy pro tyto ženy otevřena řemeslná a obchodní škola. Výuka nejprve probíhala v budově bývalé obecné školy u kostela Nejsvětější Trojice ve Spálené ulici. První předsedkyní spolku byla Karolína Světlá, po jejím odstoupení ze zdravotních důvodů roku 1879 pak tuto funkci po krátkém přechodném období převzala Emílie Bártová, která roku 1880 předsednictví převzala a vykonávala jej až do své smrti.
Vojtěch Bárta s manželčiným angažmá v Ženském výrobním spolku nesouhlasil a kritizoval ji za přílišnou pracovní horlivost.

### Úmrtí
Emílie Bártová zemřela 31. března 1890 v Praze. Pohřbena byla na Vyšehradském hřbitově. Po její smrti převzala dočasně vedení spolku Ladislava Čelakovská.

### Po smrti
Ženský výrobní spolek nechal roku 1896 vystavět novou novorenesanční budovu školy v pražské Resslově ulici podle návrhu stavitele a architekta Josefa Blechy. Na fasádě školy jsou, vedle dalších osobností, které se o její vznik zasloužili, posmrtně vyobrazeny též Karolína Světlá a Emílie Bártová.